# SN 2005dx
SN 2005dx – supernowa typu II odkryta 9 września 2005 roku w galaktyce M-03-11-09. W momencie odkrycia miała maksymalną jasność 18,60m.